# Passiflora mooreana
Passiflora mooreana là một loài thực vật có hoa trong họ Lạc tiên. Loài này được Hook. f. mô tả khoa học đầu tiên năm 1840.